# Chang Arena
Chang Arena – stadion piłkarski w Buri Ram, w prowincji Buri Ram, w Tajlandii. Został otwarty 4 czerwca 2011. Pojemność stadionu wynosi 32 600 widzów. Swoje spotkania rozgrywają na nim piłkarze klubu Buriram United FC. Obiekt gościł również piłkarską reprezentację Tajlandii. Popularnie jest zwany również jako Thunder Castle. Znajduje się około trzech kilometrów na południowy zachód od centrum Buri Ram i w pobliżu toru wyścigowego Chang International Circuit.
Początkowo jego pojemność wynosiła 24 000 miejsc siedzących, jednak w 2014 roku dobudowano kolejne miejsca. Nosił on wówczas nazwę New I-Mobile Stadium ze względów sponsorskich Obecnie nosi nazwę Chang Arena ze względu sponsorującą obiekt markę piwa.